# ラインラント進駐

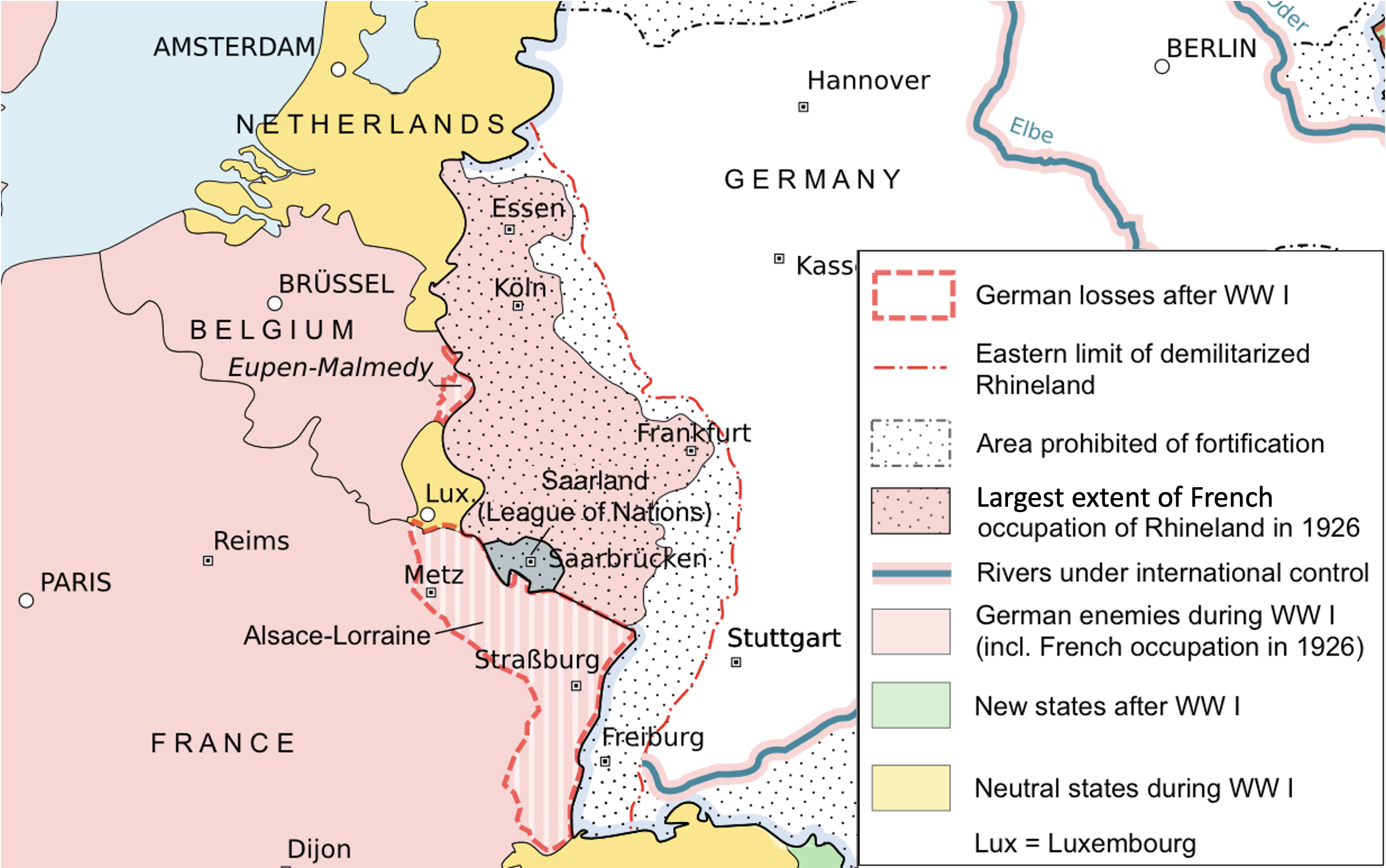
第一次世界大戦後の独仏国境。赤い一点鎖線までの地域が非武装地帯と定めらたラインラント。

ラインラント進駐（ラインラントしんちゅう、独: Rheinlandbesetzung、英: Remilitarization of the Rhineland）は、1936年3月7日にドイツが、ロカルノ条約により非武装地帯と定められていたラインラントに陸軍を進駐させ、同地のアーヘン、トリーア、ザールブリュッケンに兵営を設けて駐留を開始させた事件を指す。

## 背景
第一次世界大戦後、1919年6月28日にドイツと連合国は平和条約であるヴェルサイユ条約に調印した。同条約の第42条と第44条には、ドイツは「ライン川左岸以西並びに右岸沿い幅50kmに要塞等の軍事施設を建築・維持してはいけない」と定められていた。更に、条項に違反する行為が「どのような形でも」行われた場合、これは、「連合国に対する敵対的行為、…そして、世界の平和を脅かす行為とみなす。」とされていた。
1925年のロカルノ条約でドイツ、フランス、イギリスはラインラントの非武装を確認した。
ヴェルサイユ条約は、ラインラントに駐留する連合国の軍隊が同地から1935年には撤兵することも規定していた。
1929年、ドイツの賠償金に関するハーグ会議において英国代表フィリップ・スノーデン財務大臣とアーサー・ヘンダーソン外務大臣は賠償金の低減とイギリス及びフランスの軍隊がラインラントから撤兵することを提案した。ヘンダーソンは全ての連合国の占領軍がラインラントから1930年6月までに撤兵するようにフランス首相アリスティード・ブリアンを説得した。これを受け、イギリス軍は1929年末までに、フランス軍は1930年6月に同地から撤兵した。

## ラインラントの再武装
1936年1月、前年3月に再軍備宣言をしたアドルフ・ヒトラーは、ラインラントに軍を進めることを決め、2月12日、彼は国防大臣ヴェルナー・フォン・ブロンベルク将軍に意図を知らせ、陸軍総司令官ヴェルナー・フォン・フリッチュに歩兵大隊と砲兵中隊をラインラントに進めるに何日かかるかを聞いた。フリッチュは部隊編制に3日かかると答えた。彼自身は、ドイツ軍がフランス軍と戦争できる状態に無いと信じていたので、交渉での解決を望んでいた。ルートヴィヒ・ベック陸軍参謀総長はヒトラーに、ドイツ陸軍はフランス軍の反撃からドイツを防衛することはできないと警告した。ヒトラーは、フランス軍がドイツ軍の進軍を止めるために軍事介入を行うようであれば、ドイツ軍は即座に撤兵すると言ってフリッチュを安心させた。作戦は、冬季演習の秘匿名称の下に、フランス政府の省庁が休みになる土曜日に実施された。1936年3月7日、夜明け後すぐ、19個の歩兵大隊と、少数の航空機が非武装地帯のラインラントに入り、午前11時にはライン川右岸に到着、その後、3個大隊がライン川を渡った。しかしその頃偵察部隊が数千のフランス兵が独仏国境に集結しているとの報告をもたらした。ブロンベルク国防相はヒトラーに撤収を進言したが、ヒトラーは、フランス軍が国境を越えたかどうかを尋ね、越えていないと聞いて、ブロンベルクに何かがおきるまでフランス軍は何もしない、ただ待っているだけだと保証した。
第二次世界大戦後、フランス軍に尋問されたドイツ軍のハインツ・グデーリアン将軍は、「もし、1936年にフランス軍がラインラントに進軍すれば、我々は敗北し、ヒトラーは失脚していただろう。」と答えた。またヒトラーも、フランスが動かないという確信を持っていたわけではないと後年、以下のように述懐している。
「ラインラントへ兵を進めた後の48時間は私の人生で最も不安なときであった。
もし、フランス軍がラインラントに進軍してきたら、貧弱な軍備のドイツ軍部隊は、反撃できずに、尻尾を巻いて逃げ出さなければいけなかった。」

## 対応

### フランス
100個師団以上の兵力を持ち、この時点ではドイツ軍と比較して優れた軍備を保有していたフランスは、ドイツに対してその兵力を使用する精神的な準備ができていなかった。2月にドイツ軍が進駐する予定を察すると、首相アルベール・サローは陸軍首脳部に対策を尋ねた。陸相ルイ・モランは「我がフランス陸軍は純粋に防衛部隊としてマジノ線に配置するために編成されている」と答え、参謀総長兼総司令官モーリス・ガムランは「進駐兵力が限定され、演習や要塞構築などの準備が行われないならドイツのラインラント進駐は容認できる」と答えている。
フランスの外務大臣ピエール・エティエンヌ・フランダンがドイツ軍のラインラント進駐を聞いた時、彼はイギリスの首相スタンリー・ボールドウィンの見解を問うために即座にロンドンへ飛んだ。ボールドウィンはフランダンにフランス政府が何をするつもりかを尋ねたが、フランダンは何も決まっていないと答えた。フランダンはパリに戻り、フランス政府がどのような対応をすべきか、政府内で話し合った。彼らは以下のような同意に達した。「フランス政府は条約違反に対して抗議し、フランス軍は国際連盟の下す決定に従う。」
フランス陸軍総司令官ガムラン将軍は、フランス軍がドイツ軍に反撃した場合、これは長い戦争を引き起こし、フランスは一国のみで勝利することはできず、イギリスの支援が必要となるとフランス政府に告げ、フランス政府は予定される総選挙への影響を考慮、総動員令を否決した。ドイツ軍のラインラント進駐は、フランスがドイツより優位であった最後の砦を取り除き、ヴェルサイユ条約により確保されていたフランスの安全を終結させた。フランスがラインラントに軍隊を駐留させていたあいだは、フランスはドイツに悪い兆しを認めれば、ドイツにとって経済的に重要なルール地方にフランス軍を侵攻させやすかったためである。

### イギリス
イギリスの反応は様々であった。しかし一般には、ドイツ軍のラインラント進駐は問題であると考えていなかった。外交官の第11代ロジアン侯爵フィリップ・カーは、ドイツは自分自身だけで歩くべきだという有名な発言を行った。ジョージ・バーナード・ショーは、イギリスがポーツマスに軍隊を進めるのと違いは無いと同様の発言を行った。3月23日の彼の日記で、ハロルド・ニコルソン下院議員は次のように記述している。「（英国）下院の考えは酷く親ドイツ的である。これは、戦争を怖がってのことである。」スタンリー・ボールドウィンは、イギリスはヴェルサイユ条約を守らそうとする手段を欠いている、大衆の意見は軍隊をまったく支持していない、と涙をためながら言った。イギリスの外務大臣、アンソニー・イーデンはフランスの軍事行動を抑制させて、ドイツに対する経済的金銭的な処罰に反対した。
3月12日に下院の外務委員会の会合で、保守党のウィンストン・チャーチルは、ドイツ軍のラインラント進駐に対するフランスの要求をバックアップするために、国際連盟の下で英仏間の調整をすることに賛成した。

### ベルギー
ベルギーは1920年にフランスとの同盟を締結していたが、ドイツ軍がラインラントへ進駐した後、ベルギーは中立性を維持するという選択を行った。1936年10月14日、ベルギーのレオポルド3世王は以下のような演説を行った。
ドイツ軍のラインラント進駐はロカルノ条約を終了させ、我々を戦前の国際的な位置に戻した。…我々は他国と同盟することのない政策を進め、全ベルギーを導いていかなければならない。この政策はわれわれが隣国の争いに巻きこまれないようにするものでなければならない。

### ポーランド
ポーランドは1921年に調印されたフランス・ポーランド防衛協定を遵守する宣言を行った。その協定は、ポーランドはフランスが侵攻された場合にのみ、フランスを支援すると規定していたが、ポーランドは仮にフランスが最初に侵攻を行った場合でも、自国の軍隊の動員を行うことを宣言した。しかし、国際連盟の総会におけるドイツ軍のラインラント進駐に対する投票ではポーランドは棄権をした。

### 国際連盟
ロンドンで国際連盟の総会が開かれた際に、ドイツへの制裁に賛成する唯一の代表は、ソビエト連邦の代理であるマクシム・リトヴィノフであった。満場一致ではなかったが、総会はドイツ軍のラインラント進駐がヴェルサイユ条約とロカルノ条約に対する違反であると断言した。ヒトラーはヨーロッパの新たな安全に対する新しい計画を求められ、「ヨーロッパにおける領有主張を行うつもりは無い」という返答を行ない、イギリスやフランスとの間で25年の不可侵条約を結ぶことを要求した。しかし、イギリス政府がこの提案した条約に関して更に詳細を要求したが、それに対する回答は無かった。